# Мирослав Лукић
Мирослав Лукић (Мишљеновац, 30. јун 1950) српски је књижевник.

## Биографија
Дипломирао је на београдском Филолошком факултету (група за општу и југословенске књижевности). Живи и ради у Београду као професор, издавач и писац. Оснивач је Едиције Заветине, а написао је више књига поезије, прозе, романа, драма, антологија, есеја, студија и сл.
Почео је да пише и објављује веома рано, као ученик основне школе. Дебитовао је као песник 1969. године са збирком „Хомољски мотиви“. Прво је објављивао под именом Мирко Лукић, касније као Мирослав Лукић, да би 2003. године објавио роман „Доктор смрт“ под псеудонимом Белатукадруз. Последњих година овај писац објављује под именом Бела Тукадруз. Први роман „Дневник за Сенковића“ је објавио 1983. године, а укупно је објавио петнаестак романа. На југословенском конкурсу за поезију Фонда младих талената и редакције листа Борба 1969. године је освојио прву награду (једногодишњу студијску стипендију за студирање журналистике на Колумбија универзитету). Добитник је друге награде за прозу на књижевном конкурсу „Просветног прегледа“ (1980), као и „Вуковог пера“ за књигу проза у рукопису. 2009. године добио је и књижевну награду Повеља Карађорђе. Додељена му је (2015), за изузетан допринос развоју и очувању српске духовности и културе, и Награда Раваничанин.
Покренуо је Пишчева издања у којима је објавио низ својих књига, као и на десетине књига других српских, румунских и руских аутора. Саставио је антологију српске поезије 20. века „Несебичан музеј“ (1998, 2000, 2002, 2006), а такође је писао критике у београдском књижевном часопису Савременик деведесетих година 20. века. Лукић је већ годинама сарадник пожаревачког књижевног часописа „Браничево“.
Средином 2000. године је покренуо књижевне часописе Заветине, Дрво живота и Уметност махагонија. Уређивао је (у сарадњи са млађим братом, песником Александром Лукићем) Алманах за живу традицију, књижевност и алхемију. У оквиру Заветине основао је две књижевне награде: Дрво живота и Амблем тајног писма света
Лукић је своја сабрана дела објавио у три наврата. Први пут у октобру 2002. године под насловом „Уметност махагонија“ (32 наслова у 35 књига). Други пут крајем 2003. под насловом ЦД „Архив трговаца светлошћу :Прототип Опуса“ (41 наслков). Трећи пут крајем 2006. године под насловом ЦД „Вечити чудесни коренови“ (у 22 тома). Прво издање сабраних радова М. Л. је изашло као пилот-издање, а друга два издање као компакт-диск, на коме је објављен и зборник радова.
О Лукићу су писали: Миодраг Павловић, Јован Пејчић, Анђелко Анушић, Владимир Јагличић, Срба Игњатовић, Славица Гароња, Живан Живковић, Мирољуб Милановић, Зоран M. Мандић, Александар Лукић, Мирослав Тодоровић, Миодраг Мркић и други.

## Одабрана дела
- „Дневник за Сенковића“, роман, 1983.
- „Краљ Хомоља: Песме Боре Мишљеновића“, 1993.
- „Земља Недођија“, песме, 1993.
- „Рајска свећа: Опус Мирослава Лукића 1968—1998“, одабране песме, 1998.
- „Русаљ: увертира за Десету симфонију“, 1999.
- „Краљевске инсигније“, изабране песме, 2000, 2003.
- „Бршљан око младости“, 2002.
- „Архив у оснивању“, 1-5, 2002.
- „Повратно коло“, 2002.
- „Песме из романа“ (Ујкин дом, Вашари Хипербореје, Дневник за Сенковића, Влашка гозба...), 2002.
- „Литургија“, роман, 1997.
- „Ујкин дом“, роман. 1997.  978-86-82211-73-0.
- „Трговци светлошћу“, роман. 1998.  978-86-7388-053-2.
- „Месечева свадба“, роман, 1999.
- „Кућа светих ратова“, роман, 2000.
- „Речник прототипа“, роман-лексикон, 2002.
- „Доктор Смрт“, роман (објављен под псеудонимом Есмер Белатукадруз). 2003.  978-86-7315-009-3.
- „У друштву пустињских лисица“, трилогија. 2005.  978-86-331-1989-4.
- „Пасија по Амарилису“, роман. 2008.  978-86-7315-047-5.
- „Уметност маховине: о српској култури и поезији 20. века“, студија. 2003.  978-86-7315-011-6.
- LAS VILAJET : анонимна хроника : одабране песме, Младеновац. 2010.  978-86-85201-30-1. (ЦЗК)
- СЕВЕРЦИ : роман, Књижевна општина Вршац. 2011.  978-86-7497-194-9.
- Свеска САХАРА АМАЗОН, Београд. 2011.  978-86-82255-10-9.
- MOARA PARASITA: лице, Пожаревац. 2012.  978-86-7315-073-4.

Неке од посебних монографских публикација посвећених у целини или већим делом стваралаштву Белатукадруза (алиас М. Лукића):
- Миодраг Мркић: „Сфера последње мистике“, Београд. 2004.  978-86-902741-6-1.
- Александар Лукић: „Између митарења чудовишта и уметности будућности“, Пожаревац. 2010.  978-86-7315-061-1.
- Миодраг Мркић: „ Последња сфера мистике: Књига о Белатукадрузу“, Београд. 2013.  978-86-82255-12-3.

## Књиге
- Себични музеј
- Опало лишће
- Затим...
- Мадоне Одјека
- Лас вилајет
- Два века. Албум слика
- Хајдучка воденица: Наличје